# 피 (식물)
피는 아시아 원산의 한해살이풀로 한국·인도·중국·일본·유럽 등지에서 재배되었으며, 현재는 미국이나 아프리카에서도 재배된다. 구황작물로서 많이 재배하여 왔다. 환경적응성이 커서 산지나 척박한 땅에서도 잘 견디며 냉수답 또는 밭에서는 냉수가 솟는 저습지에 재배되어 왔다.
피는 벼와 비슷하며 높이는 1~2m이다. 잎은 길이 30~50cm, 너비 2~3cm로 가장자리에 잔 톱니가 있고 밑부분이 긴 잎집으로 되고 잎혀가 없다. 꽃은 8~9월에 피고 원추꽃이삭에는 가지가 많다. 작은이삭은 1개의 꽃이 되고 길이 3.5~4mm로 까락이 있거나 없다. 수술은 3개, 암술은 1개이다. 7-10개의 분얼이 생기며 여름에 이삭이 나온다. 종자는 황색 또는 암갈색으로 성숙한다. 성질은 강건하고 생육기간이 짧아서 100~120일이다.
피는 보통 가볍게 쪄서 절구로 정백한다. 단백질·지방이 많으며, 영양분은 쌀·보리에 떨어지지 않으나 소화율이 나쁘다. 밥에 섞어 먹거나 제분해서 떡·엿을 만들며 밀가루와 섞어서 빵을 만들기도 한다. 또 된장의 원료로도 쓰고 소주의 양조에도 이용한다. 피짚은 부드럽고 영양가가 높아서 겨울에 가축사료로 중요하다.

## 참고 문헌
- 이 문서에는 다음커뮤니케이션(현 카카오)에서 GFDL 또는 CC-SA 라이선스로 배포한 글로벌 세계대백과사전의 내용을 기초로 작성된 글이 포함되어 있습니다.